# Nova Olinda (Tocantins)
Nova Olinda est une municipalité brésilienne située dans l'État du Tocantins.